# Gilles Yapi Yapo
Gilles Donald Yapi Yapo (Abidjan, 1982. január 30. –) elefántcsontparti válogatott labdarúgó, aki jelenleg az FC Zürich játékosa.

## Sikerei, díjai
- ASEC Mimosas
  - Elefántcsontparti bajnok: 1999-00, 2000-01
- FC Basel
  - Svájci bajnok: 2010-11, 2011-12, 2012-13
  - Svájci kupa: 2011-12
  - Uhrencup: 2011

## Külső hivatkozások
- Gilles Yapi Yapo at Transfermarkt
- Profile at FC Basel (németül)
- Gilles Yapi Yapo adatlapja a Soccerway oldalon (angolul)